# Batalla de Badjdjana
La batalla de Badjdjana o batalla de Bayyana fou un atac per forces del comtat d'Empúries contra la república de Badjdjana el 891.
Sunyer II d'Empúries preparà el 891 una expedició contra els sarraïns enviant una flota de quinze vaixells que van arribar prop a la República de Badjdjana, prop d'al-Mariyya, demanant rescat pels captius i acabant tot amb una treva que durà les primeres dècades del segle x.

## Conseqüències
Aquest atac, segons fonts andalusines, va provocar una reacció de l'emirat de Còrdova que va portar a corsaris andalusos a la Provença i al domini efectiu de les Balears pels musulmans el 902, fins aleshores en poder de l'Imperi Romà d'Orient.